# Manuel Arce
Manuel Oswaldo Arce Raby  (ur. 25 grudnia 1909 w Limie, zm. 31 marca 1984 tamże) – peruwiański zawodowy koszykarz, reprezentant Peru na Letnich Igrzyskach Olimpijskich w 1936 roku, kiedy to peruwiańscy zawodnicy zbojkotowali turniej.